# Deželna stranka Štajerske
Deželna stranka Štajerske (kratica DSŠ) je bila politična stranka iz Slovenije, ki je bila ustanovljena 16. oktobra 1995.
Prvi predsednik stranke je bil Albert Erjavičnik.